# Шиссротрид
Шиссротрид — небольшое озеро на склоне Вогез в департаменте Верхний Рейн, Гранд-Эст. Его воды соединяются с рекой Фехт через речку Вормзабахрунц. Располагается между горами Онек и Малый Онек. Площадь поверхности — 0,058 км². Высота над уровнем моря — 929 м.

## Плотина
Между 1887 и 1893 годами на реке Вормзабахрунц была сконструирована плотина для регулирования потока воды к текстильным фабрикам и лесопильным заводам в долине Мюнстер в целях автономного получения электроэнергии.
Конструкция у озера Шиссротрид по своему типу относится к гравитационным плотинам с защитным слоем в виде каменной кладки и стеной из бетона.
Максимальная высота плотины — 12,5 м. Водораздельный гребень имеет длину 150 м и толщину 6 м.

## Активный отдых
Берега озера размечены для пеших прогулок для членов клуба пешего восхождения на Вогезы 'Club vosgien'.